# Bereldingen
Bereldingen (luxemburgisch Bäreldengⓘ, französisch Bereldange) ist die größte Ortschaft in der Gemeinde Walferdingen in Luxemburg. 

## Geschichte
Bereldingen gehörte zwischen 1305 und 1753 den Herrn von Koerich und bis zur Französischen Revolution der Familie vom Grafen Marchant von Ansemburg. Zusammen mit Walferdingen und Helmsingen gehörte Bereldingen bis 1850 zur Gemeinde Steinsel.
Bereldingen ist heutzutage eine typische Wohngegend und abgesehen von einigen Bauernhäusern und einer Scheune, die vom alten Dorfkern übriggeblieben sind, ohne Sehenswürdigkeiten.